# Somdev Devvarman
Somdev Devvarman (* 13. února 1985 v Ásámu, Indie) je současný indický profesionální tenista. Ve své dosavadní kariéře zatím nevyhrál žádný turnaj na okruhu ATP.

## Finálové účasti na turnajích ATP (1)

### Dvouhra - prohry (1)
| Č. | Datum          | Turnaj        | Povrch | Vítěz       | Výsledek  |
| 1. | 10. leden 2009 | Čennaj, Indie | tvrdý  | Marin Čilić | 6-4, 7-63 |

## Davisův pohár
Somdev Devvarman se zúčastnil 25 zápasů v Davisově poháru za tým Indie s bilancí 15-10 ve dvouhře.